# Laura Manolache
Laura Manolache (* 11. Mai 1959 in Bukarest) ist eine rumänische Musikwissenschaftlerin, Autorin, Lektorin, Herausgeberin und Komponistin.

## Leben und Werk
Geboren 1959 in Bukarest, studierte Laura Manolache Komposition bei der rumänischen Pianistin und Komponistin Myriam Marbe (1992), beim Filmkomponisten Tiberiu Olah (1994–2001) und Doina Rotaru (2001–2002). Sie war Absolventin an der Nationalen Musikuniversität Bukarest (UNMB), am Institut für Musikwissenschaft (1982) und Komposition (2002), sie besuchte die Darmstädter Ferienkurse (1990) und erhielt das Forschungsstipendien DAAD - für das Institut für Musikwissenschaft an der Universität zu Köln (1992–1993). Seit 1995 trägt sie den Doktortitel. Sie studierte die filmmusikalischen Werke der rumänischen Komponisten Vladimir Cosma, Roman Vlad und Tiberiu Olah und arbeitete am Institut für Musikwissenschaft an der Universität Osnabrück (1999, 2004) - und der "M. Elias "-Stipendium der Rumänischen Akademie - Institut für Musikwissenschaft an der Universität Wien (1996).
Ihr Werk umfasst Instrumental- und Kammermusik darunter auch drei Symphonien. 1998 wurde sie mit dem zweiten Preis beim National University Chamber Music Contest (1998 Streichquartett) ausgezeichnet. Und sie gewann 1999 den Grand Prix International Composition Contest mit dem Werk "Aperto" (dem Trio "Priviri" für Violine, Klarinette und Klavier). Die meisten ihrer Werke wurden in Konzerten und Festivals sowohl in Rumänien als auch in anderen Ländern in Europa und Amerika aufgeführt. Als Musikwissenschaftlerin veröffentlichte sie zahlreiche Schriften, unter anderem Bücher über den Komponisten George Enescu.
Laura Manolache ist Mitglied der Komponisten und Musikwissenschaftler Rumäniens (UCMR, 1984) und die rumänische Sektion der Internationalen Gesellschaft für Neue Musik (SNR-SIMC, 1991).
Ihre Arbeiten wurden von der rumänischen Rundfunkgesellschaft aufgenommen und von Editura Muzicală veröffentlicht. Darüber hinaus ist sie Direktorin der International Enescu Society.
Laura Manolache lebt und arbeitet in Bukarest.

## Publikationen (Auswahl)

### Bücher
- 1988: Interviuri: din presa româneascǎ, Band 1 (Romanian Edition) von Georges Enesco und Laura Manolache
- 1988: George Enescu: 1898–1936, von Georges Enesco und Laura Manolache, Ed. Muzicală–
- 1991: George Enescu: 1936–1946, von Georges Enesco und Laura Manolache, Ed. Muzicală
- 2001: Amurgul evului tonal: conceptele consonanţă-disonanţă de la antagonism la complementaritate, Ed. Muzicală
- 2000: Hommage pour flûte, Ed. Muzicală
- 2002: Şase portrete de compozitori români, Ed. Muzicală
- 2006: Theodor Rogalski, Ed. Muzicală
- 2007: International Musicology Symposium: George Enescu from a Contemporary Perspective; Aesthetic and Stylistic Considerations; Bucharest, September 5-8, 2007, von Laura Manolache und George Enescu, International Musicology Symposium, Bucureşti

## Diskografie (Auswahl)
- 2005: Hommage, Ion Bogdan Ștefănescu - Circuit: Music For Flute(s)  (CD, Album)
- Beethoven - Romanian Radio Television Symphony Orchestra* - Iosif Conta - Mihaela Ursuleasa - Piano Concerto No.3  (LP, Album Electrecord)
- Mozart - Craiova "Oltenia" Philharmonic Orchestra* / Dirigent: Modest Cichirdan - Serenade No.1 In D Major, KV 100 / Divertimento No.1 In E Flat Major, KV 113  (LP)